# Моргнер, Ирмтрауд
Ирмтрауд Эльфриде Моргнер (нем. Irmtraud Elfriede Morgner; 28 августа 1933 — 6 мая 1990) — немецкая писательница.

## Биография
Ирмтрауд Моргнер родилась 28 августа 1933 года в Хемнице, Германия, в семье инженера-железнодорожника. В 1952 году получила сертификат общей квалификации для поступления в университет, с 1952 по 1956 год училась в Лейпцигском университете. До 1958 года член редколлегии журнала «neue deutsche literatur».
Вышла замуж за Иоахима Шрека, редактора издательства «Aufbau-Verlang». В 1967 году у них родился сын. В 1970 году пара развелась. В 1972 году второй раз вышла замуж за Пола Винса, своего коллегу писателя. Их брак распался в 1977 году.
Свою статью «Witch Vilmma's invention of speech-swallowing» внесла в антологию 1984 года «Sisterhood Is Global: The International Women's Movement Anthology» под редакцией Робин Морган.

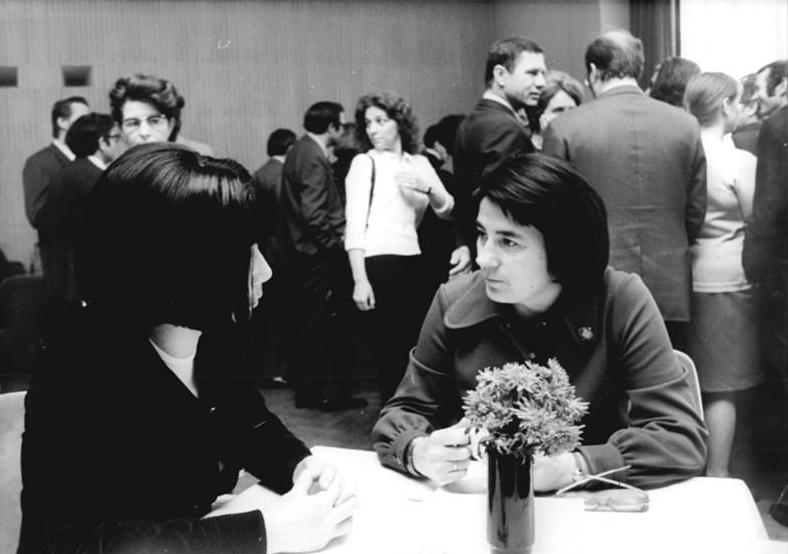
Берлин, VII съезд писателей, Ирмтрауд Моргнер (слева) беседует с Кристой Вольф

Была членом правления Ассоциации писателей ГДР
В 1987 году у неё был диагностирован рак. В конце 1980-х перенесла несколько операций. Умерла 6 мая 1990 года.

## Творчество
После написания ряда относительно традиционных произведений социалистического реализма, получив признание в 1968 году благодаря роману «Hochzeit in Konstantinopel». Виртуозная смесь фэнтези и реалистичного описания повседневной жизни с феминистской точки зрения. В основном её произведения обычно утверждаются, в них описаны проблемы восточно-германского общества. Высмеивает обескураживающие воздействие цензуры на литературу при режиме цензуры, под которую она сама часто попадала. Несмотря на наличие весомых наград полученных ею в Восточной Германии, тем не менее, была подвергнута слежке, а её произведения подвергались редактированию и часто отвергались. Её наиболее выдающимся произведением можно назвать «Leben und Abenteuer der Trobadora Beatriz nach Zeugnissen ihrer Spielfrau Laura». «A 'novel in thirteen books and seven intermezzos» может считаться эпистолярным романом, поскольку в нём помимо прямого повествования присутствует любовная поэзия, азбука Морзе, обмен стенограмм и переписок. Интермеццо были взяты из романа «Rumba auf einen Herbst», ранее отвергнутого цензорами в 1965 году. «Amanda. Ein Hexenroman», и «Leben und Abenteuer der Trobadora Beatriz» должны были сформировать трилогию.
Последние годы жизни из-за рака она так и не успела завершить «Salman trilogy». Фрагменты её третьего романа были опубликованы посмертно в Томе «Das heroische Testament».

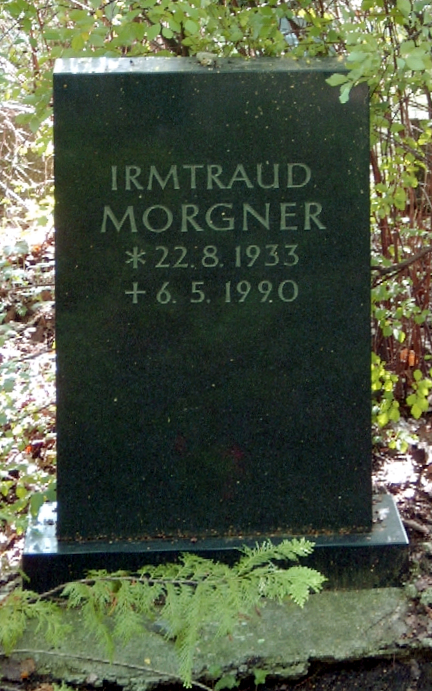
Могила Ирмтрауд Моргнер в отделе художников Центральном кладбище Фридрихсфельде

Ирмтрауд Моргнер похоронена на Центральном кладбище Фридрихсфельде.

## Книги
- Das Signal steht auf Fahrt. Berlin, 1959.
- Ein Haus am Rand der Stadt. Berlin, 1962.
- Hochzeit in Konstantinopel. Berlin, 1968.
- Gauklerlegende. Berlin, 1970.
- Die wundersamen Reisen Gustavs des Weltfahrers[нем.]. Berlin, 1972.
- Leben und Abenteuer der Trobadora Beatriz nach Zeugnissen ihrer Spielfrau Laura. Berlin, 1974[6].
  - The Life and Adventures of Trobadora Beatrice as Chronicled by Her Minstrel Laura (translated by Jeanette Clausen). Nebraska, 2000.
- Geschlechtertausch (with Sarah Kirsch und Christa Wolf). Darmstadt, 1980.
- Amanda. Ein Hexenroman (Amanda. A Witch's Tale). Berlin, 1983.
- Die Hexe im Landhaus (with Erica Pedretti). Zürich, Mit einem Beitrag von Erica Pedretti. Rauhreif Verlag, Zürich 1984, ISBN 3-907764-03-X.
- Der Schöne und das Biest. Leipzig, 1991.
- Rumba auf einen Herbst. Hamburg, 1992.
- Das heroische Testament (The Heroic Testament). München, 1998
- Erzählungen. Berlin, 2006.

## Документальные фильмы
- Unterwegs – Begegnung mit Irmtraud Morgner. Buch und Regie: Gabriele Schärer, Schweiz 1995[7].
- Geradezu heraus. Irmtraud Morgner in Chemnitz. Buch und Regie: Beate Kunath, Ursel Schmitz, D 2008. Zeitzeugen: Detlef Thierig u. a[8].